# Georg Braun (labdarúgó)
Georg Braun (Bécs, 1907. február 22. – Linz, 1963. szeptember 22.) osztrák labdarúgócsatár, edző.